# Didier Bezace
« Bezace » redirige ici. Pour l’article homophone, voir Besace.
 (mars 2021).
Didier Bezace, né le 10 février 1946 à Paris et mort le 11 mars 2020 dans la même ville, est un acteur et metteur en scène français.

## Biographie
Élève comédien du Centre universitaire international de formation et de recherche dramatique (CUIFERD) de Nancy, Didier Bezace reçoit les enseignements de Bernard Dort, Jean-Marie Patte, Gilles Sandier, Maria Casarès et Henri Gouhier.

### Théâtre de l'Aquarium
Après 1968, il participe à l'Université du Théâtre des nations que dirige André-Louis Perinetti, puis décide, en 1970, de s'engager dans l'aventure professionnelle du Théâtre de l'Aquarium lorsqu'il s'installe à La Cartoucherie de Vincennes, cofondé par Jean-Louis Benoît et Jacques Nichet. Il participe avec ces derniers à tous les spectacles de la compagnie en tant qu'auteur/acteur/metteur-en-scène ; comme notamment, pour la création collective de La jeune lune tient la vieille lune toute la nuit dans ses bras en 1976. Les comédiens ont recueilli la parole d'ouvriers occupant leur lieu de travail, pour créer un spectacle militant. Cette pièce, emblématique des luttes sociales de ces années-là, reste six mois à l'affiche.
L'autogestion est appliquée tant pour les travaux d'aménagement, que pour l'organisation du budget et des tournées. Mais en 1987, Jacques Nichet quitte le théâtre.

### Théâtre de la Commune
Sur une idée de Jack Ralite, Didier Bezace prend la direction du Théâtre de la Commune d'Aubervilliers et ce, depuis 1997, et continue d'être acteur de cinéma et de télévision. Son mandat en tant que directeur du théâtre de la Commune s'achève en 2013.
Il met en scène Georges Feydeau, Emmanuel Bove, Molière, dont L'École des femmes fait l'ouverture au Festival d'Avignon dans la cour d'honneur en juillet 2001.
Ses mises en scène ne concernent pas seulement des œuvres théâtrales, mais aussi des adaptations de romans comme La Femme changée en renard de David Garnett, ou Pereira prétend d'Antonio Tabucchi.
Il joue le rôle de Dubois dans Les Fausses Confidences, sous la direction de Christian Rist, en 1993 au Théâtre national de Chaillot.

### Cinéma

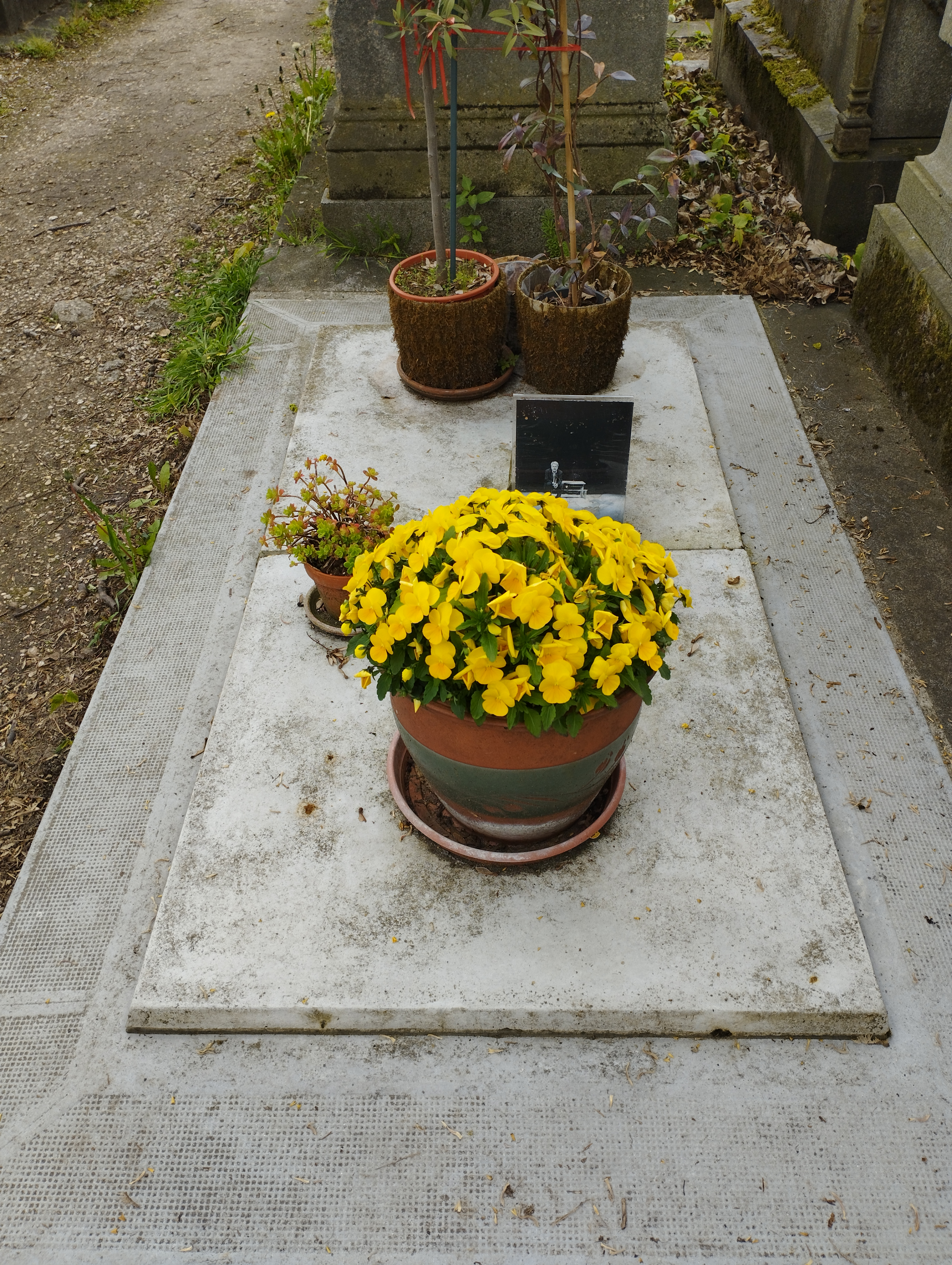
Tombe de Didier Bezace au cimetière du Père-Lachaise (division 86).

Au cinéma, il tourne avec Claude Miller (La Petite Voleuse), Bertrand Tavernier, Jeanne Labrune, Anne Théron, André Téchiné, Valérie Guignabodet, Claude Zidi, Rémi Bezançon ou Jean-Pierre Darroussin.
À la télévision, on a pu le voir dans Les Thibault, Sissi et La Maîtresse du président.
Il dirige la Compagnie L'Entêtement amoureux et signe en 2013 D'une noce à l'autre : un metteur en scène en banlieue aux éditions Les Solitaires intempestifs.

### Mort
Il meurt à l'âge de 74 ans le 11 mars 2020 à Paris 11e, des suites d'une longue maladie,, et est crématisé puis inhumé au cimetière du Père-Lachaise (division 86).

## Théâtre

### Théâtre de l'Aquarium

#### Comédien
- 1970 : Les Évasions de monsieur Voisin, mise en scène Jacques Nichet, Espace Pierre Cardin
- 1971 : Les Évasions de monsieur Voisin, mise en scène Jacques Nichet, Théâtre du Huitième Lyon
- 1972 : Marchands de ville, mise en scène Thierry Bosc, Jacques Nichet, TNP, Comédie de Saint-Étienne
- 1973 : Gob ou le journal d'un homme normal, mise en scène Didier Bezace, Jacques Nichet
- 1974 : Tu ne voleras point, mise en scène Jacques Nichet
- 1975 : Ah Q de Jean Jourdheuil et Bernard Chartreux, mise en scène Jacques Nichet, Théâtre national de Strasbourg
- 1976 : La jeune lune tient la vieille lune toute une nuit dans ses bras
- 1979 : Pépé de Jean-Louis Benoît et Didier Bezace, mise en scène Didier Bezace, s'appuie sur les entretiens (23h) qu'il a fait dans un hospice de la région parisienne
- 1980 : Flaubert d'après Gustave Flaubert, mise en scène Jacques Nichet
- 1982 : Correspondance d'après Lettre au père de Franz Kafka et Conversation en Sicile d'Elio Vittorini
- 1984 : On déménage : Feu la mère de Madame/Léonie est en avance de Georges Feydeau, mise en scène Jacques Nichet et Didier Bezace, Théâtre national de Strasbourg, Festival d'Avignon
- 1984 : L'Intruse de Maurice Maeterlinck, mise en scène Jacques Nichet et Didier Bezace
- 1985 : Les Heures blanches d'après La Maladie humaine de Ferdinando Camon, mise en scène Jacques Nichet et Didier Bezace. Les 20 dernières représentations faites à Dijon, durant la saison 1990-1991, sont filmées par Claude Miller
- 1989 : Tandis que dort le chat écrit par Jean-Louis Benoît, mise en scène Didier Bezace
- 1992 : Marguerite et le Président d'après les entretiens de Marguerite Duras et François Mitterrand, mise en scène Didier Bezace
- 1994 : La Femme changée en renard de David Garnett, mise en scène Didier Bezace, Comédie de Caen
- 1996 : Le Piège C'est pas facile... volet Bove d'Emmanuel Bove, mise en scène Didier Bezace, Festival d'Avignon
- 1996 : Pereira prétend d'après Antonio Tabucchi, mise en scène Didier Bezace, Festival d'Avignon

#### Metteur en scène
- 1973 : Gob ou le journal d'un homme normal, mise en scène avec Jacques Nichet
- 1983 : La Débutante - Mademoiselle Else d'après Arthur Schnitzler
- 1984 : De la maladie, mise en scène avec Jacques Nichet et Jean-Louis Benoît
- 1984 : On déménage : Feu la mère de Madame/Léonie est en avance de Georges Feydeau, mise en scène avec Jacques Nichet, Théâtre national de Strasbourg, Festival d'Avignon
- 1984 : L'Intruse de Maurice Maeterlinck, mise en scène avec Jacques Nichet
- 1985 : Les Heures blanches d'après La Maladie humaine de Ferdinando Camon, mise en scène avec Jacques Nichet
- 1986 : Héloïse et Abélard Jours tranquilles en Champagne de Didier Bezace, Festival d'Avignon
- 1988 : L'Augmentation de Georges Perec, Festival d'Avignon
- 1990 : Le Piège d'Emmanuel Bove
- 1994 : La Femme changée en renard de David Garnett, Comédie de Caen
- 1996 : Pereira prétend d'après Antonio Tabucchi, Festival d'Avignon
- 1996 : La Noce chez les petits bourgeois et Grand-peur et misère du IIIe Reich de Bertolt Brecht, Le Maillon Strasbourg

### Théâtre de La Commune
Mise en scène et comédien :
- 1997 : Pereira prétend d'après Antonio Tabucchi, Festival d'Avignon, mise en scène
- 1998 : Le Jour et la Nuit d'après La Misère du monde de Pierre Bourdieu, mise en scène
- 1998 : Narcisse de Jean-Jacques Rousseau, mise en scène
- 1999 : La Femme changée en renard de David Garnett, mise en scène
- 1999 : Le Colonel-Oiseau de Hristo Boytchev, Festival d'Avignon, mise en scène
- 2001 : Feydeau terminus : Léonie est en avance, Feu la mère de Madame, On purge bébé de Georges Feydeau, mise en scène
- 2001 : L'École des femmes de Molière, Festival d'Avignon  mise en scène
- 2002 : Chère Elena Sergueïevna d'après Ludmilla Razoumovskaïa, mise en scène
- 2002 : La Noce chez les petits bourgeois et Grand-peur et misère du IIIe Reich de Bertolt Brecht, mise en scène
- 2002 : Une femme sans importance et Un lit parmi les lentilles d'Alan Bennett, mise en scène
- 2003 : La Tige, le poil et le neutrino de Thierry Gibault, mise en scène
- 2003 : Le Square de Marguerite Duras, Festival d'Avignon, mise en scène
- 2004 : Avis aux intéressés de Daniel Keene, mise en scène
- 2005 : La Version de Browning de Terence Rattigan, mise en scène
- 2006 : Objet perdu : 3 courtes pièces de Daniel Keene, mise en scène
- 2006 : La Maman bohême et Médée de Dario Fo et Franca Rame, mise en scène
- 2007 : Conversations avec ma mère d'après le film argentin de Santiago Carlos Oves, mise en scène et comédien
- 2007 : May d'Hanif Kureishi, mise en scène
- 2008 : Elle est là de Nathalie Sarraute, mise en scène et comédien
- 2008 : Aden Arabie d'après Paul Nizan et Jean-Paul Sartre, mise en scène
- 2008 : Après la répétition d'Ingmar Bergman, mise en scène Laurent Laffargue, Théâtre de l'Athénée, comédien
- 2009 : Après la répétition d'Ingmar Bergman, mise en scène Laurent Laffargue, Théâtre de La Commune, comédien
- 2010 : Les Fausses Confidences de Marivaux, mise en scène
- 2011 : Conversations avec ma mère, mise en scène et comédien, reprise
- 2012 : Un soir, une ville, trois pièces courtes de Daniel Keene, mise en scène et montage des textes
- 2013 :  Que la noce commence d'après le film Au diable Staline, vive les mariés ! de Horațiu Mălăele (2008)
- 2013 : La Dernière Neige d'après le roman d'Hubert Mingarelli

### Théâtre de l'Atelier
- 2014 : Le Square de Marguerite Duras, metteur en scène et acteur
- 2014 : Les Trois âges, Marguerite Duras et Savannah Bay, Marguerite et le Président, mise en scène

### À partir de 2015
- 2015 : Le Retour au désert de Bernard-Marie Koltès, mise en scène Arnaud Meunier, Théâtre de la Ville, tournée scènes nationales
- 2015 : Quand le Diable s'en mêle de Feydeau avec la Compagnie L'Entêtement amoureux au Château de Grignan
- 2017 : Le Cas Sneijder de Jean-Paul Dubois avec La Compagnie L'Entêtement amoureux  au Théâtre de l'Atelier avec Pierre Arditi
- 2019 : Il y aura la jeunesse d'aimer de Louis Aragon et Elsa Triolet, mise en scène Didier Bezace, Lucernaire

## Filmographie

### Cinéma
- 1978 : Guerres civiles en France, segment Premier Empire de François Barat
- 1988 : La Petite Voleuse de Claude Miller : Michel Davenne
- 1990 : Dédé de Jean-Louis Benoît : Raymond
- 1992 : Sur la Terre comme au ciel de Marion Hänsel : Tom
- 1992 : L.627 de Bertrand Tavernier : Lucien Marguet
- 1993 : Taxi de nuit de Serge Leroy : Dubrovsky
- 1993 : Profil bas de Claude Zidi : Carré (nommé pour le César du meilleur acteur dans un second rôle)
- 1994 : Petits Arrangements avec les morts de Pascale Ferran : René
- 1996 : Les Voleurs d'André Téchiné : Ivan
- 1997 : La Femme de chambre du Titanic de Bigas Luna : Simeon
- 1999 : Le Plus Beau Pays du monde de Marcel Bluwal : Vignault
- 1999 : La Dilettante de Pascal Thomas : père Ferro
- 1999 : Ça commence aujourd'hui de Bertrand Tavernier : inspecteur
- 1999 : Voyous voyelles de Serge Meynard : Vincent
- 2000 : La Face cachée de la lune (La otra cara de la luna) de Lluis Josep Comeron : Joan
- 2000 : Ça ira mieux demain de Jeanne Labrune : Franck
- 2001 : Ceci est mon corps de Rodolphe Marconi : Joël
- 2002 : C'est le bouquet ! de Jeanne Labrune : directeur théâtre
- 2004 : Nuit noire de Daniel Colas : Moreau
- 2004 : Mariages ! de Valérie Guignabodet : Pierre
- 2004 : Ce qu'ils imaginent d'Anne Théron : père de Santiago
- 2004 : Cause toujours ! de Jeanne Labrune : Laurent
- 2005 : Ma vie en l'air de Rémi Bezançon : Castelot
- 2006 : Le Pressentiment de Jean-Pierre Darroussin : ami cimetière
- 2007 : Dix films pour en parler courts métrages (voix)
- 2009 : Le Coach d'Olivier Doran : Hubert Dampierre
- 2010 : Sans queue ni tête de Jeanne Labrune : l'homme heureux et triste
- 2011 : L'Exercice de l'État de Pierre Schoeller : Dominique Woessner
- 2013 : Jeunesse de Justine Malle : le père
- 2013 : Quai d'Orsay de Bertrand Tavernier : Jean-Paul François
- 2014 : À coup sûr de Delphine de Vigan : Paul
- 2016 : L'Origine de la violence d'Élie Chouraqui : Fabre père

### Télévision
- 1989 : Gym de Daniel Moosmann
- 1990 : Les Disparus de Saint-Agil de Jean-Louis Benoît : Darmion
- 1991 : Sortie interdite de Daniel Moosmann
- 1991 : La Maison vide de Denys Granier-Deferre : Dubosc
- 1992 : Les Cinq Dernières Minutes : Le Faux Nez de Jean-Dominique de La Rochefoucauld : Richard Fontan
- 1993 : Le Monde de Ludovic de Jean-Pierre De Decker
- 1993 : Colis d'oseille d'Yves Lafaye : Paul
- 1993 : Mort à l'étage de Philippe Venault : Alexandre Blanchet
- 1995 : V'la l'cinéma ou le roman de Charles Pathé de Jacques Rouffio : Charles Pathé
- 1995 : La Femme dangereuse de Gilles Béhat : Fontanan
- 1996 : Tous les hommes sont menteurs d'Alain Wermus : Bruno
- 1996 : L'Enfer vert de Philippe Bensoussan : Tommy
- 1997 : Quand j'étais p'tit de Daniel Janneau : Robert
- 1998 : L'Inventaire de Caroline Huppert : Georges Devrières
- 2001 : La Peur au ventre de Didier Le Pêcheur : Mathieu Ferreau
- 2001 : Objectif bac de Patrick Volson : Paul Joffe
- 2001 : Pas vu, pas pris de Dominique Tabuteau : Pierre-André Lémoine
- 2002 : La Liberté de Marie de Caroline Huppert : Michel Vareski
- 2003 : À cran d'Alain Tasma : Hervé Guillermé
- 2003 : La Crim' : Jeu d'enfant de Jean-Pierre Prévost : juge Bouchard
- 2003 : Le juge est une femme : Jackpot de Stéphane Kappes : Didier Cassard
- 2003 : Les Thibault de Jean-Daniel Verhaeghe : Jérôme de Fontanin
- 2004 : Sissi, l'impératrice rebelle de Jean-Daniel Verhaeghe : Dr Mayer
- 2004 : Pierre et Jean de Daniel Janneau : Sacha Doubrovsky
- 2004 : Les Amants du bagne de Thierry Binisti : Cap. Sentier
- 2004 : Mon fils d'ailleurs de Williams Crépin : Pascal
- 2005 : Riquet de Bertrand Arthuys : Riquet
- 2005 : La Parenthèse interdite de David Delrieux : Kramer
- 2005 : La Belle et le Sauvage de Bertrand Arthuys
- 2005 : Vénus et Apollon : Soin remanence de Tonie Marshall : Armand Bélanger
- 2005 : Granny boom de Christian Lehérissey : Vincent
- 2006 : Élodie Bradford : Intouchables de Régis Musset : Bertrand Larchet
- 2006 : Les Camarades de François Luciani : Bricourt
- 2007 : Les Liens du sang de Régis Musset : Juge Dugourd
- 2007 : Reporters : Albert Lehman
- 2007 : La Promeneuse d'oiseaux de Jacques Otmezguine : Paucton
- 2007 : Supergranny.com de Christiane Leherissey : Vincent
- 2008 : L'Abolition de Jean-Daniel Verhaeghe : président cour d'Assises
- 2009 : À droite toute de Marcel Bluwal : Deloncle
- 2009 : Adieu de Gaulle, adieu de Laurent Herbiet : Georges Pompidou
- 2009 : Marilyn, dernières séances  documentaire de Patrick Jeudy (voix off)
- 2009 : La Maîtresse du président de Jean-Pierre Sinapi : Félix Faure
- 2010 : Contes et nouvelles du XIXe siècle : On purge bébé de Gérard Jourd'hui : Adhéaume Chouilloux
- 2010 : Marion Mazzano d'Édouard Bernadac et Marc Angelo en 6 épisodes : Guillaume Vérac
- 2011 : Vivace de Pierre Boutron : Henri
- 2011 : Mission sacrée de Daniel Vigne : Sylvain Gilbert
- 2012 : Le Désert de l'amour de Jean-Daniel Verhaeghe : Paul Courrèges
- 2012 : Clemenceau de Olivier Guignard : Georges Clemenceau
- 2013 : Manipulations de Laurent Herbiet : Paul Simoni
- 2013 : Le Bœuf clandestin de Gérard Jourd'hui d'après Marcel Aymé : Le général D'Amandine
- 2013 : Le pouvoir ne se partage pas de Jérôme Korkikian : Édouard Balladur
- 2014 : Le Sang de la vigne (Saison 5 épisode 3 - Chaos dans le vin noir) : Edouard Perrolles
- 2016 : Anomalia (Saison 1) : Professeur Wassermann (Production Pointprod - RTS)
- 2019 : Un avion sans elle de Jean-Marc Rudnicki : Henri Carville (épisodes 1, 2 et 3)

## Publications
- 2013 : D'une noce à l'autre: Un metteur en scène en banlieue, préface Jack Ralite, 208 pages, Les Solitaires intempestifs •  (ISBN 978-2-84681-394-5)

## Distinctions

### Décorations
- Chevalier de l'ordre national du Mérite, le 10 novembre 1997, pour récompenser ses 28 ans d'activités professionnelles[6].
- Commandeur de l'ordre des Arts et des Lettres, le 25 septembre 2017[7].

### Récompenses
- Molières 1995 : Molière de la révélation théâtrale pour La Femme changée en renard
- Molières 2005 : 
  - Molière du metteur en scène pour La Version de Browning
  - Meilleur adaptateur d'une pièce étrangère pour La Version de Browning
- Prix SACD 2011 : Prix Théâtre de la SACD

### Nominations
- César 1994 : César du meilleur acteur dans un second rôle pour Profil bas
- Molières 1995 : Molière du théâtre public pour La Femme changée en renard